# مبرهنة برون

يؤول المجموع إلى ثابتة برون.

في نظرية الأعداد، برهنت مبرهنة برون من طرف فيغو برون عام 1919. تنص هاته المبرهنة على أن مجموع مقلوبات الأعداد الأولية التوأم، هو متسلسلة متقاربة, تؤول إلى عدد يسمى ثابتة برون. عادة ما يرمز إلى هاته الثابتة ب B2. لها أهمية تاريخية أثناء ظهور نظرية الغرابيل.
{\displaystyle \sum \limits _{p\,:\,p+2\in \mathbb {P} }{\left({{\frac {1}{p}}+{\frac {1}{p+2}}}\right)}=\left({{\frac {1}{3}}+{\frac {1}{5}}}\right)+\left({{\frac {1}{5}}+{\frac {1}{7}}}\right)+\left({{\frac {1}{11}}+{\frac {1}{13}}}\right)+\cdots }

## وصلات خارجية
- مقال Wolf حول مجاميع تشبه مجموع برون